# 定國軍節度使
定國軍節度使，為北宋關中地方的節度使之一。
前身為唐、五代的匡國軍節度使。北宋為避宋太祖諱，改名為定國軍節度，仍駐同州，郡名馮翊郡。但宋制以文官任知州軍事，又於各路設置安撫使、轉運使、提刑使、提舉使，剝奪節度使對屬州統治權。
宋太宗太平興國二年（977年），罷廢節度使統轄支郡，定國軍節度僅為同州之「州格」，定國軍節度使成為武職、宗室之官階。所繫同州州名也僅為遙領之虛銜。
金朝改名安國軍節度使，後廢除。